# Brachycephalus sulfuratus
Espèce
Brachycephalus sulfuratus est une espèce d'amphibiens de la famille des Brachycephalidae.

## Répartition
Cette espèce est endémique du Brésil. Elle se rencontre dans les États de São Paulo, du Paraná et de Santa Catarina jusqu'à 1 000 m d'altitude.

## Description
Les mâles mesurent de 7,4 à 8,5 mm et les femelles de 9,0 à 10,8 mm.

## Publication originale
- Condez, Monteiro, Comitti, Garcia, Amaral & Haddad, 2016 : A new species of flea-toad (Anura: Brachycephalidae) from southern Atlantic Forest, Brazil. Zootaxa, no 4083(1), p. 40–56.